# Caesia capensis
Caesia capensis är en grästrädsväxtart som först beskrevs av Harry Bolus, och fick sitt nu gällande namn av Anna Amelia Obermeyer. Caesia capensis ingår i släktet Caesia och familjen grästrädsväxter. Inga underarter finns listade i Catalogue of Life.